# Phoenix (Knoebels Amusement Park & Resort)
Phoenix in Knoebels Amusement Park & Resort (Elysburg, Pennsylvania, USA) ist eine Holzachterbahn des Herstellers Philadelphia Toboggan Coasters mit der Seriennummer 111, die am 15. Juni 1985 eröffnet wurde. Sie wurde ursprünglich 1948 als Rocket im Playland Park (San Antonio, Texas) eröffnet und wurde 1980 in diesem Park geschlossen. Die Bahn wurde dann zwischen Januar und Juni 1985 von Knoebels nach Elysburg (Pennsylvania) geholt um sie dann mit der Unterstützung von Charlie Dinn neu aufzubauen. Da die Originalpläne fehlten, wurde jeder Balken nummeriert und es wurden 34 LKWs für die Versetzung genutzt. Die Versetzung und der Neuaufbau kostete 1,5 Millionen US-Dollar.
Die Strecke der Phoenix bildet ein doppeltes Out-and-Back-Layout nach.

## Züge
Phoenix besitzt zwei Züge mit jeweils vier Wagen. In jedem Wagen können sechs Personen (drei Reihen à zwei Personen) Platz nehmen.

## Auszeichnungen
Die Bahn erhielt die Golden Ticket Awards 2019, 2021, 2022 und 2023 der Fachzeitschrift AmusementToday in der Rubrik Beste Holzachterbahn.